# CCD
Charge-Coupled Device /CCD/ (в превод от английски: зарядо-свързан прибор) или Елемент със зарядна връзка /ЕЗВ/ е специализирана аналогова интегрална схема, способна да съхранява, премества и обработва електрически заряди, изработена от силиций. CCD е основната технология при цифровите изображения. ЕЗВ може да се използва като светлочувствителен сензор на цифров фото/видео апарат или видеокамера.
Разработен е първоначално през 1969 г. от Уилард Бойл и Джордж Смит от лабораториите на Бел за съхранение на данни. През 1970 г. е усъвършенстван, като е използвана пропорционалността на произвеждания сигнал на количеството светлина върху чипа. От 1983 г. се използва в астрономията.
1) 
След осветяването зарядите (charge) се преместват свързано (coupled), електрод по електрод, докато не достигнат до изчитащия усилвател. Стойностите на зарядите на отделните точки (пиксели – на английски: picture elements) се записват последователно, въпреки че са възникнали едновременно.
Стойността на всяка точка (пиксел) означава заряда пропорционален на интензитета на светлината.
Повечето чипове за видео камери записват само с половин картина (на английски: interlaced), т.е. първо нечетните редове на картината, след това четните и т.н. За снимачните камери се използва така наречения последователен преход (на английски: progressive scan), при който редовете на картината се записват в естествената им последователност.
За предотвратяване на допълнителни заряди от осветяване има четири метода, които се опитват да решат тази задача: Пълен кадър (на английски: Full-Frame – (FF)), Предаване на кадъра (на английски: Frame-Transfer – (FT)), Междуредово предаване (на английски: Interline-Transfer – (IT)) и кадрово-междуредово предаване (на английски: Frame-Interline-Transfer-CCDs (FIT)).
За изобретяването на CCD устройството Бойл и Смит са удостоени съвместно с Медала Стюарт Балантин на Института Франклин през 1973, наградата Н. Либман на IEEE за 1974, Наградата Чарлз Старк за 2006 и с Нобелова награда по физика за 2009 г.